# Proyecto Cape Roberts
Entre 1997 y 1999 el Proyecto Cape Robert (CRP de sus siglas en inglés Cape Roberts Project) ha recuperado hasta hasta 1.000 m de largos pozos de perforación en el Mar de Ross, Antártida, para reconstruir la historia de la glaciación de la Antártida. Han participado científicos de varios institutos de siete países: Australia, Alemania, Reino Unido, Países Bajos, Italia, Nueva Zelanda y Estados Unidos. Después de un estudio sísmico previo al emplazamiento, el área frente al Cabo Roberts en el Mar de Ross, en el margen de las Montañas Transantárticas (77°S 163°43'E), se consideró adecuada. 
La perforación se realizó con un sistema de cableado convencional con una grúa de perforación, protegida por una cubierta contra la intemperie. El hielo marino tenía un espesor de 2m y una profundidad de agua de 150-300m por debajo del nivel del mar. Cuatro núcleos de perforación superpuestos en tres sitios reflejan en excelente calidad la historia geológica y la glaciación de la Antártida durante los últimos 34 millones de años.
Como base logística y científica se utilizaron la Base McMurdo Americana y la Base Scott de Nueva Zelanda. El suministro del sitio de perforación se realizó con trineos motorizados y móviles de nieve, intercambio de personal con helicópteros. Los costos de la logística fueron de alrededor de cuatro millones de dólares estadounidenses. 

## Galería

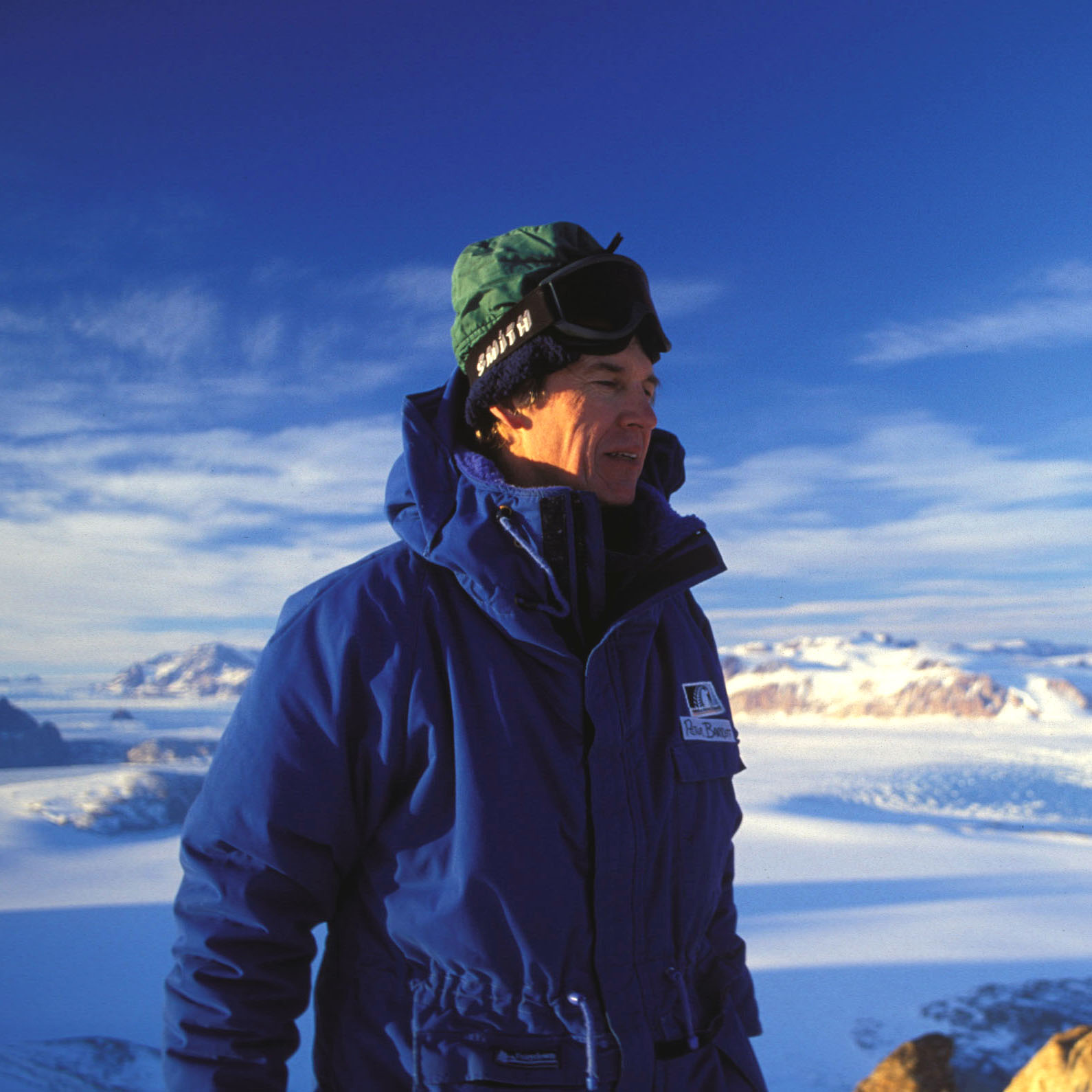
Peter Barrett, jefe de la investigación
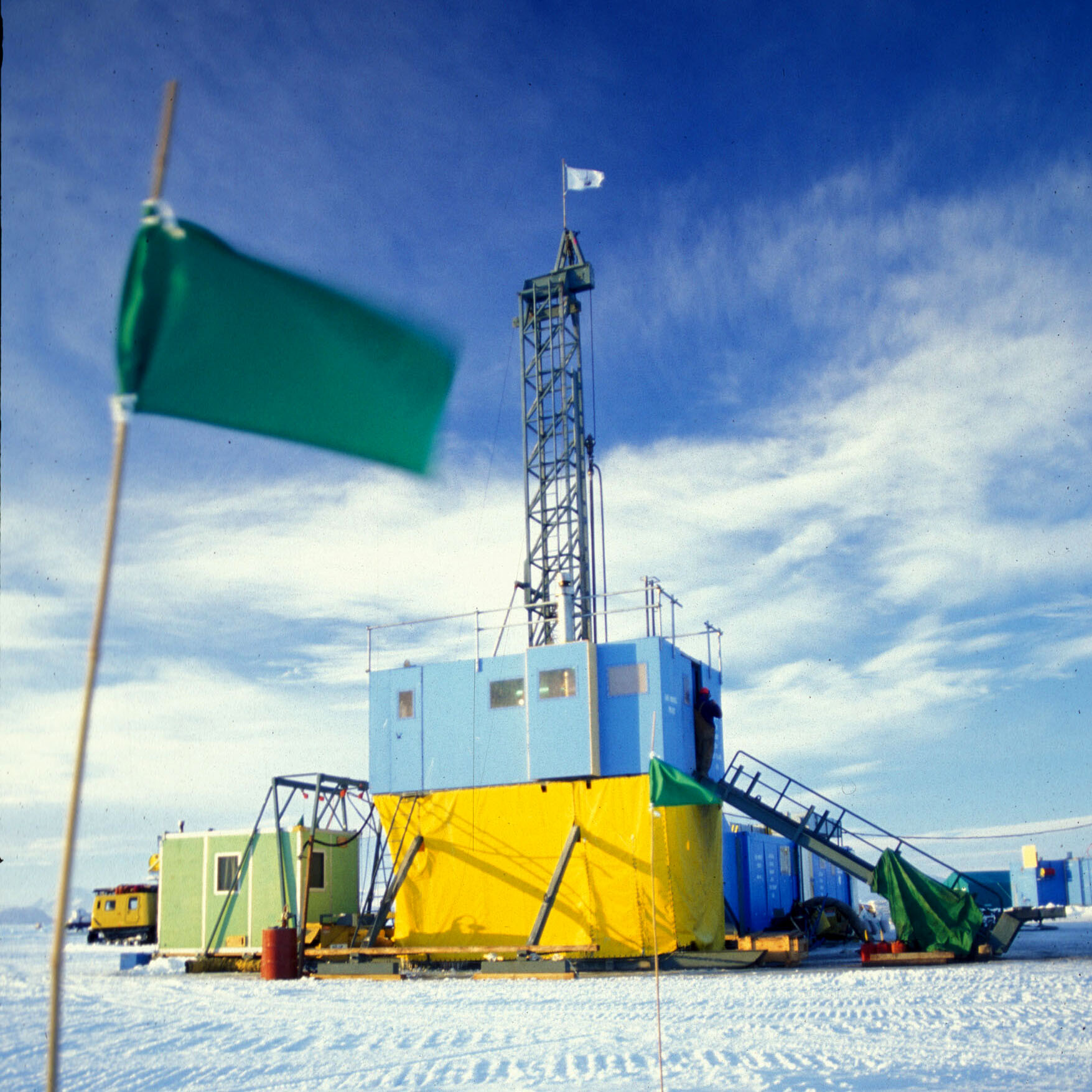
Cabina de perforación CRP sobre el hielo marino
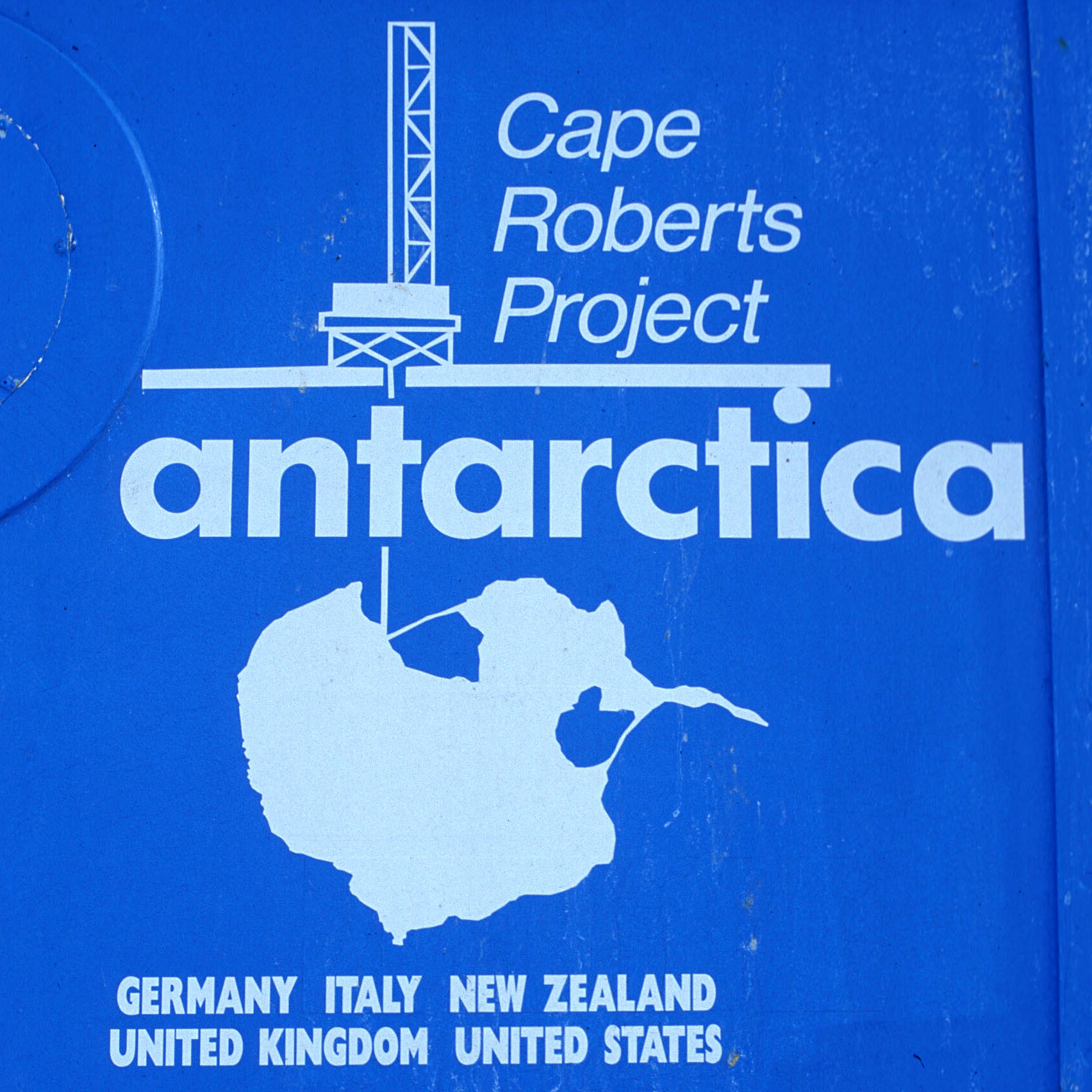
Logotipo de CRP